# Chlorella
Chlorella hay còn gọi là tảo tiểu cầu là một chi của tảo lục đơn bào, thuộc về ngành Chlorophyta. Chlorella có dạng hình cầu, đường kính khoảng 2-10 μm và không có tiên mao. Chlorella có màu xanh lá cây nhờ sắc tố quang hợp chlorophyll -a và b trong lục lạp. Thông qua quang hợp nó phát triển nhanh chóng chỉ cần lượng khí carbon dioxide, nước, ánh sáng mặt trời, và một lượng nhỏ các khoáng chất để tái sản xuất. Tên Chlorella được lấy từ tiếng Hy Lạp"chloros"có nghĩa là màu xanh lá cây và phần hậu tố lấy từ tiếng Latin có nghĩa là"nhỏ bé".

## Thành phần hóa học
Tảo lục có chứa 65-68% protein, 17% đường (glucan), 6% chất béo(Axit béo)
- Vitamin A gấp 5,8 lần cà rốt
- B1 gấp 1,3 lần men vô cơ
- B2 gấp 35 lần sữa
- Sắt gấp 13 lần gan lợn, 45 lần nho
- Chất xơ gấp 1,5 lần khoai lang
- Calci Gấp 1,6 lần sữa

## Bộ gen
Nhiều bộ gen của các loại tảo xanh (diệp lục) đã được giải mã (ví dụ như Chlamydomonas, Micromonas hay Ostreicoccus) trong khi bộ gen của tảo lục Chlorella - với tiềm năng kinh tế lớn nhất nhờ ứng dụng làm thức ăn bổ sung - đến nay vẫn chưa được thực hiện.
Phân tích bộ gen của tảo lục Chlorella cho thấy có 9791 gen protein, bằng tổng số lượng gen của tảo Micromonas. Những thông tin di truyền này giúp hợp lý hóa việc sử dụng tảo lục Chlorella trong nhiều ứng dụng công nghiệp khác nhau. Việc đối chiếu phân tích với các bộ gen của nhiều loại tảo xanh khác nhau hiện nay cũng giúp phác thảo được chân dung di truyền của loài tảo tổ tiên chung của chúng. Ở tảo thủy tổ dường như đã tập trung được phần lớn đặc điểm sinh học tổng hợp các kích thích tố cần thiết cho sinh trưởng và phát triển thực vật trên cạn.
Bất ngờ hơn cả, việc giải mã bộ gen tảo Chlorella còn phát hiện một số lượng gen tương đối chi phối hoạt động tổng hợp protein lông roi. Điều này cho thấy trước đó tảo lục Chlorella có thể đã hình thành một chu kỳ giới tính mà đến nay vẫn chưa được khám phá ra. Ngoài ra, khả năng tổng hợp kitin của tảo lục Chlorella cũng rất có khả năng được thừa hưởng từ một loài virus - bản thân virus này cũng có enzym kitinaza để đảm bảo độc quyền ký sinh vật chủ của nó so với các loài khác không có khả năng đục xuyên vỏ. Cơ chế"độc quyền"này là minh chứng cho một phương thức cùng tiến hóa mới giữa virus và vật chủ.

## Tảo Chlorella - nguồn thực phẩm
- Chlorella có tiềm năng và có thể được sử dụng như là một nguồn của thực phẩm và năng lượng vì nó có khả năng quang hợp hiệu quả, trên lý thuyết có thể đạt 8%, có thể cạnh tranh với các cây trồng khác như cây mía. Đây cũng là một nguồn thức ăn hấp dẫn bởi vì nó có hàm lượng protein cao và các chất dinh dưỡng thiết yếu khác; khi sấy khô, nó chứa khoảng 45% protein, 20% chất béo, 20% carbohydrate, 5% chất xơ, 10% chất khoáng và vitamin. Tuy nhiên, vì nó là một loại tảo đơn bào,nên việc sản xuất trên quy mô công nghiệp để làm thực phẩm đặt ra nhiều khó khăn.
- Sau những lo ngại toàn cầu về sự bùng nổ dân số không kiểm soát được, trong thời gian cuối những năm 1940 và đầu những năm 1950 Chlorella đã được xem như là một nguồn thực phẩm chính đầy hứa hẹn, như một giải pháp khả thi đến với thế giới đang khủng hoảng vì nạn đói. Nhiều người trong thời kỳ này cho rằng nạn đói trên thế giới đang gia tăng và Chlorella là một cách để chấm dứt cuộc khủng hoảng này bằng việc có thể cung cấp số lượng lớn thực phẩm chất lượng cao đối với một chi phí tương đối thấp.
- Chlorella là một protein hoàn chỉnh. Lúc đầu, Chlorella đã được đề xuất như là một loại protein"rẻ"bổ sung vào chế độ ăn uống của con người. Tuy nhiên, sau đó nghiên cứu đã chứng minh khác. Chlorella sẽ mất đi phần lớn giá trị dinh dưỡng của nó khi bị thay đổi hoặc xử lý bằng những cách khác nhau.
- Tảo lục là một thực phẩm bổ sung phong phú và đa dạng các chất dinh dưỡng giúp cho cơ thể tự điều hòa và cân bằng các chức năng dung nạp và đào thải. Do đó giúp cơ thể phục hồi sức khỏe nhanh, tạo ra sức đề kháng tốt với nhiều bệnh tật và ô nhiễm môi trường.
- Ý nghĩa bảo vệ sức khỏe của Tảo lục là ở chỗ sau khi dùng, tất cả các loại dinh dưỡng mà cơ thể cần đều được bổ sung cùng một lúc, có lợi cho việc trao đổi chất, đồng hóa tổ chức, tăng cường sức đề kháng từ đó đạt được mục đích phòng chống bệnh tật và thúc đẩy phục hồi sức khỏe.

## Ứng dụng trong y học và lĩnh vực chăm sóc sức khoẻ

### Giải độc
Nhờ có lớp màng thớ(sporopolleine), lượng chlorophylle cao, chlorella có thể hấp thu được các kim loại nặng, thuốc trừ sâu, thuốc diệt côn trùng và các hóa chất bảo vệ thực vật hay của polychlorinated biphenyls (PCBs) là nhóm hóa chất được cho là gây ra các bất thường về gen ở cá, được dùng trong hàng trăm ứng dụng công nghiệp và thương mại, chẳng hạn như sản xuất chất cách điện, chất làm dẻo trong nhựa, sơn và cao su, chất nhuộm màu... nhờ vậy giúp cơ thể đào thải độc tố này ra ngoài, thúc đẩy quá trình bài tiết.
Một số nghiên cứu cho thấy rằng bổ sung Chlorella có tác động tích cực đối với việc giảm của nồng độ dioxin trong sữa mẹ và nó cũng có thể có tác dụng tốt đối với trẻ đang bú bằng cách tăng lượng IgA trong sữa mẹ.

### Chlorophylle
Làm sạch và cung cấp oxy: Chlorella rất giàu Chlorophylle, thành phần giúp cung cấp oxy cho các mô và làm sạch đường ruột. Chlorophyll có tác dụng tốt với các loại bệnh thiếu máu khác nhau, có tác dụng ức chế sự phát triển của vi khuẩn, tăng cường sửa chữa ở các mô bị phá hủy và bảo vệ khỏi tác nhân gây ung thư. Chlorophyll còn có tác dụng giúp tiêu hóa tốt và làm đẹp da.
Tảo lục khi được hấp thu vào cơ thể có tác dụng: Tăng cường interferon, làm sạch máu, gan thận và ruột, kích thích sinh sản tế bào hồng cầu, tăng oxy cho tế bào não, trợ tiêu hóa, kích thích quá trình sửa chữa ở các mô; giúp tăng PH máu để đạt trạng thái kiềm hơn; giúp giữ cho trái tim hoạt động bình thường; giúp tăng cường sản phẩm của các khu hệ sinh vật trong đường tiêu hóa.

### C.G.F(Chlorella grow factor)- Nhân tố sinh trưởng của Chlorella
Nằm trong nhân của Chlorella, C.F.G là một hỗn hợp được tạo thành từ các vitamin, các nucleoit (DNA,RNA) và các amino acid. C.F.G là cơ sở di truyền của Chlorella.
- Tăng sức đề kháng tự nhiên: Với C.F.G, Chlorella tham gia vào quá trình làm tăng bạch huyết bào T(thuộc hệ miễn dịch của cơ thể).
- Tăng khả năng chịu đựng và sự dẻo dai: C.F.G có thể coi là nguồn tập trung năng lượng: các thí nghiệm ở các vận động viên thể thao cho thấy chỉ với một liều dùng duy nhất, tác dụng khả năng chịu đựng và dai sức có thể duy trì trong 10 tiếng sau đó.
- Hiệu quả probiotic và cân bằng hệ vi khuẩn ruột: Số lượng vi khuẩn Lactobaccilius tăng lên nhờ sự có mặt của C.F.G. Do vậy hiệu quả probiotic(lợi ích về sức khoẻ do vi khuẩn có ích được nuôi cấy mang lại) được phát huy.

### Vitamin và khoáng chất
- Tăng cường sức sống: trong đó phải đặc biệt kể đến vai trò của vitamin B6, B12 và phosphor có tác dụng củng cố hệ thần kinh và cải thiện giấc ngủ.
- Hàm lượng sắt cao trong Tảo lục giúp tăng cường chức năng tạo máu.
- Do có nhiều sợi Xenlulô(chất xơ) nên giúp tiêu hoá tốt duy trì sự khoẻ mạnh của đường ruột.

### Tác dụng đối với phụ nữ tuổi mãn kinh và chức năng của nam giới
Mọi nghiên cứu cho thấy phụ nữ ở độ tuổi mãn kinh từ 45 đến 55 dùng tảo lục đúng liều lượng sẽ giảm hẳn những rắc rối thường gặp ở tuổi mãn kinh như táo bón, mệt mỏi, bốc hoả từng cơn...

### Giảm lượng mỡ trong máu
Giảm sự ngưng đọng Cholesterol, chống được các bệnh về tim như nhồi máu cơ tim, xơ cứng động mạch vành.

## Chữa bệnh
- Chlorella có chứa một loại hormon kích thích sự tái sinh của các tế bào. Các bác sĩ ở Nhật Bản đã chữa trị thành công nhiều ca viêm loét dạ dày chỉ với Chlorella với một loại thuốc chống dư axit.
- Chlorella có tác dụng làm giảm huyết áp. Điều đặc biệt là nó không làm giảm huyết áp bình thường mà chỉ phát huy tác dụng này ở những trường hợp huyết áp cao, làm giảm cholesterol xấu và tăng cường cholesterol tốt.

- Chlorella đã được tìm thấy có đặc tính chống khối u khi làm thức ăn cho chuột. Một nghiên cứu khác tìm thấy tăng cường chức năng mạch máu ở chuột cống cao huyết áp liều uống chlorella.
- Chlorella có chứa các amino acid cần thiết như Lysine, Threonine … Rất quan trọng cho trẻ nhất là trẻ thiếu sữa mẹ. Hàm lượng khoáng chất và các vi lượng phong phú có thể phòng tránh các bệnh thiếu máu do thiếu dinh dưỡng một cách hiệu quả, và cũng là nguồn bổ sung dinh dưỡng rất tốt cho trẻ lười ăn.
- Chlorella có chứa chất chống lão hóa như β carotene, vitamin E, ¥ linoleic axit. Những chất này có khả năng loại bỏ các gốc tự do thông qua tác dụng chống oxy hóa, làm chậm sự lão hóa của tế bào, đồng thời sắt, calci có nhiều trong tảo lục vừa dễ hấp thụ vừa có tác dụng phòng và hỗ trợ điều trị các bệnh thường gặp ở người già như thiếu máu, xốp xương.
- Sự bổ sung Tảo lục tiểu cầu vào sản phẩm tảo xoắn Spirulina đã làm tăng thêm rất nhiều lần tác dụng tẩy độc cơ thể do các kim loại nặng, Dioxin, thuốc bảo vệ thực vật hay các hóa chất độc hại khác cũng như tác dụng hỗ trợ điều trị các bệnh hiểm nghèo như ung thư cũng như các bệnh về rối loạn chuyển hóa như tiểu đường, béo phì, huyết áp cao, mỡ máu cao hay gan nhiễm mỡ.

## Thách thức hiện tại trong sản xuất hàng loạt
Mặc dù việc sản xuất của Chlorella nhìn đầy hứa hẹn và có liên quan đến công nghệ sáng tạo, nó sẽ không chứng minh được hiệu quả kinh tế trên thị trường. Trong cuộc cạnh tranh với Spirulina và các sản phẩm như đậu nành, ngũ cốc, nó kém thành công hơn trên thị trường thực phẩm phục vụ cho sức khỏe.
Trong thực tế, Chlorella đã không được thu hoạch dễ dàng với giá rẻ như dự đoán của 40 năm trước đó. Để thực tế hoá, toàn bộ lô nuôi cấy của tảo đang phát triển sẽ phải được lắp trong ánh sáng nhân tạo hoặc trong bóng râm để sản xuất với hiệu quả quang hợp tối đa. Ngoài ra đối với Chlorella, để được như sản xuất như trên thế giới sẽ yêu cầu, nó sẽ phải được trồng trong nước có gas, chi phí sản xuất sẽ rất lớn. Một quy trình phức tạp và nhiều chi phí, yêu cầu thu hoạch theo vụ mùa và sẽ cho ra Chlorella - một nguồn thực phẩm hữu hiệu được nghiền thành bột.
Ngoài việc hiệu quả sản xuất kém, Chlorella còn không tận dụng được các lợi ích của ánh sáng mặt trời như dự đoán. Sau một thập kỷ thử nghiệm, nghiên cứu cho thấy rằng sau khi tiếp xúc với ánh sáng mặt trời, Chlorella chỉ chiếm 2,5% - không tốt hơn nhiều so với cây trồng thông thường. Các nhà khoa học trong những năm 1960 đã phát hiện rằng con người và động vật không thể tiêu hóa Chlorella ở trạng thái tự nhiên do nó có các thành tế bào, gây khó khăn trong việc lấy các chất dinh dưỡng. Từ đó, nhiều phương pháp đã được phát triển để phá vỡ thành tế bào này để chế biến thành các chất dinh dưỡng có sẵn cho tiêu hóa.

## Lĩnh vực khai thác kim loại
Có chủng tảo Chlorella có khả năng gắn Au ở vách tế bào; và sự việc này làm cho các nhà"giả kim mới"(the new alchemist) đi tìm chủng tảo Chlorella có tính chất đặc biệt để lấy vàng.